# 豊原村 (奈良県)
豊原村（とよはらそん）は奈良県北東部、山辺郡に属していた村。現在は山添村の一部。

## 歴史
- 1889年（明治22年）4月1日 - 町村制の施行により、山辺郡 三ヶ谷村、勝原村、岩屋村、毛原村、切幡村、助命村、伏拝村、堂前村、箕輪村、大塩村が合併し豊原村が成立。
- 1956年（昭和31年）9月30日 - 波多野村、添上郡東山村と合併し、山添村が発足。同日豊原村消滅。

### 道路
- 二級国道163号（現：国道25号）